# Acontia albinigra
Acontia albinigra là một loài bướm đêm trong họ Noctuidae.